# Bandai Namco Filmworks
La Bandai Namco Filmworks (株式会社バンダイナムコフィルムワークス?, Bandai Namuko Firumuwākusu) fino al 31 marzo 2022 conosciuta come Sunrise (株式会社サンライズ?, Kabushiki-gaisha Sanraizu) è una azienda produttrice giapponese con sede a Tokyo nel quartiere Suginami.

## Storia

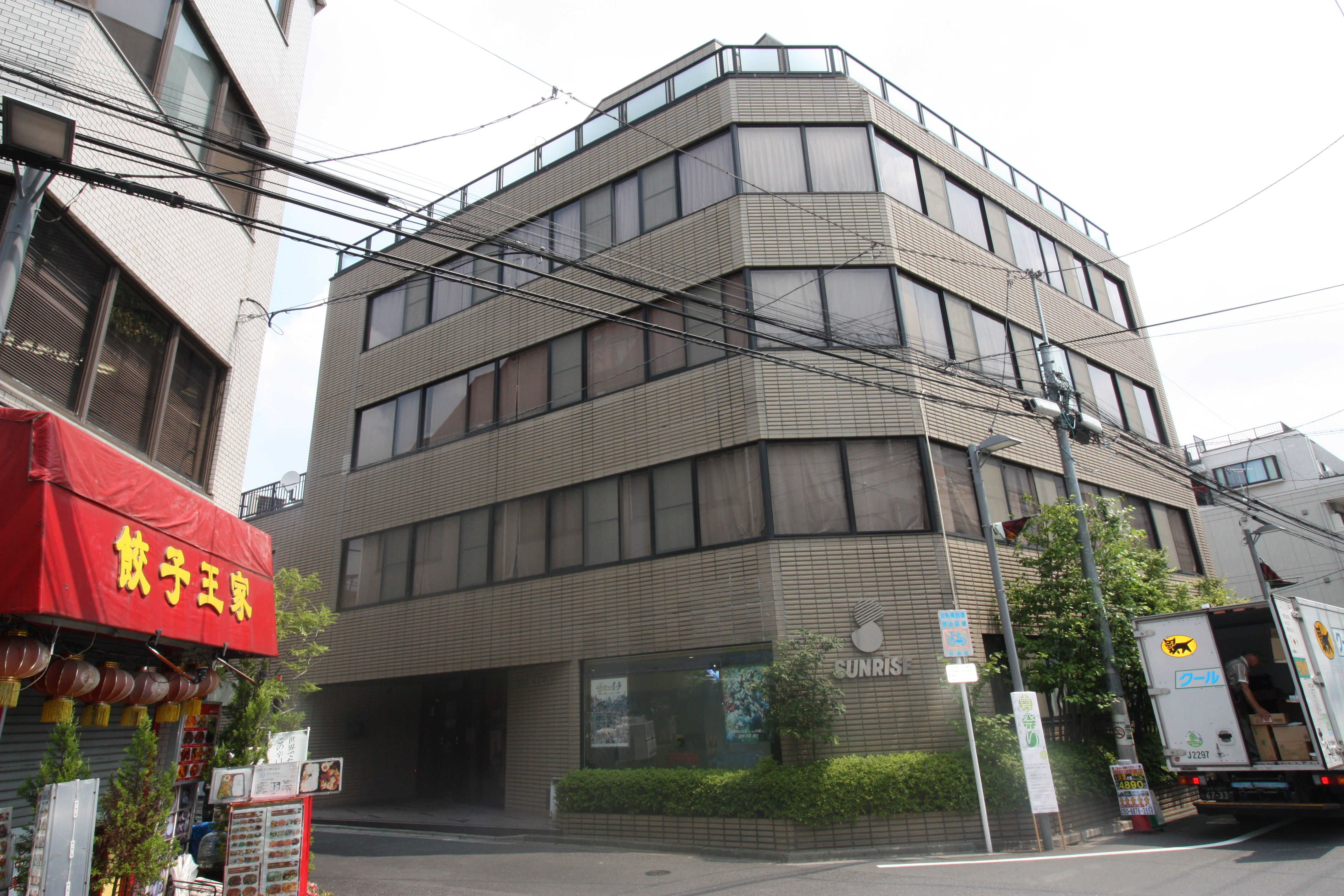
Ex quartier generale a Suginami

Nel 1972, un gruppo di ex dipendenti dalla Mushi Production fondò la società di produzione di anime Soeisha Co., Ltd. Nello stesso anno, fu istituito Sunrise Studios, Ltd. come sede produttiva di Soeisha; tra i personaggi coinvolti vi sono Tadao Nagahama, Yoshiyuki Tomino e Yoshikazu Yasuhiko. A causa della mancanza di fondi, Soeisha ottenne investimenti da Tohokushinsha, diventando una sua sussidiaria e subappaltatrice. Soeisha si occupava della pianificazione e delle vendite, mentre la produzione degli anime veniva realizzata da Sunrise Studios.
Nel 1976, si affranca dal legame con la Soeisha, divenendo indipendente con il nome di Nippon Sunrise; in questo periodo il duo Tomino-Yasuhiko tra il 1977 ed il 1979 dà vita ad un trittico di serie che rilancerà in una nuova chiave il genere robotico inaugurato alla Toei Animation da Gō Nagai nel 1972: Muteki chōjin Zanbotto 3 (Zambot 3), Muteki kōjin Daitān 3 (Daitarn 3) e Kidō senshi Gandamu (Mobile Suit Gundam). La Nippon Sunrise proseguirà quasi esclusivamente sul filone robotico fino alla fine degli anni ottanta, quando, mutato il nome in Sunrise, inizierà a diversificare le produzioni, spaziando tra molti generi.
Nel 1994 lo studio è stato acquistato dalla Bandai, la più grande azienda giapponese produttrice di giocattoli, poi diventata Bandai Namco Holdings dopo essersi fusa con la Namco nel 2005.
Nel 1998 lo studio ha prodotto, tra i molteplici successi, Cowboy Bebop, una serie TV anime acclamata sia dalla critica nipponica che da quella internazionale, inserita nel 2007 dall'Agenzia giapponese per gli affari culturali nella lista dei 50 anime che hanno contribuito più di ogni altro a diffondere la cultura giapponese all'estero.
Il 20 novembre del 2018 viene acquistato lo studio Xebec dalla IG Port (proprietaria della Production I.G) a causa dei debiti che questo aveva contratto negli anni passati. Le proprietà intellettuali dei lavori dello studio Xebec precedenti alla vendita è rimasto di proprietà del gruppo IG Port. Il 5 marzo 2019 viene stabilita una nuova azienda, la Sunrise Beyond con sede allo stesso indirizzo dello studio Xebec; quest'ultimo ha trasferito tutte le sue operazioni alla nuova azienda ed ha cessato le proprie attività.
Nell'ottobre del 2021 la Sunrise ha trasferito il proprio quartier generale nella zona residenziale di Ogikubo a Suginami, all'interno del Fujisawa Building, in un ufficio chiamato White Base, un tributo all'iconica navicella da guerra della serie Mobile Suit Gundam; anche la Sunrise Beyond si è trasferita nello stesso edificio.
Il primo aprile 2022 la Bandai Namco Holdings ha dato vita ad una riorganizzazione interna e adottato un nuovo logo. Come conseguenza diretta, la Sunrise ha incorporato tramite fusione la Bandai Namco Rights Marketing Inc e la divisione della Bandai Namco Arts che si occupava di animazione, per poi assumere il nome Bandai Namco Filmworks e adottare il logo della azienda controllante. Il logo e il nome della Sunrise è diventato un marchio della Bandai Namco Filmworks. 
La divisione musicale della Sunrise, la Sunrise Music è stata incorporata all'interno della divisione della Bandai Namco Arts che si occupava di musica, diventandone un suo brand. La Bandai Namco Arts ha cambiato il proprio nome in Bandai Namco Music Live e ha adottato il logo della azienda controllante.
Bandai Namco Filmworks possiede e utilizza tuttora diversi marchi tra cui Sunrise (ereditato dalla medesima azienda), Bandai Visual ed Emotion (ereditati dalla Bandai Namco Arts) ed ha diverse filiali, come, 8-Bit, Actas, Bandai Namco Pictures e nel 2022 ha investito significante nello studio di animazione 3DCG ANIMA. Nell'aprile del 2024 ha completamente assorbito Sunrise Beyond.

## Filiali e marchi

### Sunrise

Sunrise (サンライズ?, Sanraizu) ad oggi è il marchio principale per le produzioni di Bandai Namco Filmworks e la testa del gruppo di produzione dell'azienda.

### Bandai Namco Pictures
Bandai Namco Pictures (株式会社バンダイナムコピクチャーズ?, Bandai Namuko Pikuchāzu), anche conosciuta come BN Pictures o BNP (abbreviazione anche di Brand-New) è uno studio di animazione giapponese fondato nell'aprile del 2015 con sede a Suginami in Tokyo da Bandai Namco Holdings. Principalmente si occupa di sviluppare le proprietà intellettuali appartenenti al gruppo Bandai Namco rivolte ad un pubblico di bambini e adolescenti o famiglie.

### Sotsu

Sotsu (株式会社創通?, Kabushiki gaisha Sōtsū) diventata una filiale soltanto nel 2020, nonostante numeroveli produzioni e accordi commerciali assieme a Bandai Namco, è un'azienda giapponese che si occupa di produrre e pianificare programmi TV e non solo; è detentore di numerevoli diritti commerciali e funziona anche come agenzia pubblicitaria.

### Bandai Namco Music Live
Bandai Namco Music Live (株式会社バンダイナムコミュージックライブ?, Kabushiki gaisha Bandai Namuko Myujikku Raibu) conosciuta precedentemente come Bandai Namco Arts, nasce dalla fusione di Bandai Visual e Lantis nel 2018. Si occupa di produrre e pubblicare musica dei propri anime o giochi.

#### Filiali di Bandai Namco Music Live

Tra le filiali a sua volta gestite da Bandai Namco Music Live troviamo:
- Lantis
- Kiramune
- GloryHeaven
- Sunrise Music Label
- Purple One Star
- MoooD Records
- Bandai Namco Base

### Actas

Actas (株式会社アクタス?, Kabushiki gaisha Akutasu) è uno studio di animazione giapponese fondato il 6 luglio 1998 con sede a Mitaka in Tokyo e dal 2017 è una filiale di Bandai Namco Filmworks. Una delle sue produzioni più famose è il franchise di Girls und Panzer.

### 8-Bit

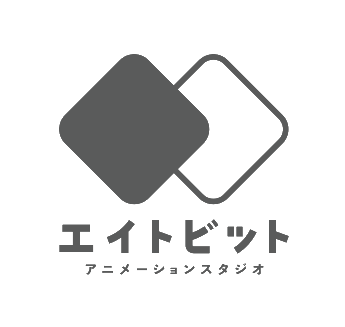

8-Bit (株式会社エイトビット?, Kabushiki-gaisha Eito-Bitto) è uno studio di animazione giapponese fondato nel settembre 2008. È nota per aver prodotto gli anime di Blue Lock, That Time I Got Reincarnated as a Slime. Dall'aprile del 2024 è una filiale al 100% di Bandai Namco Filmworks.

### Evolving GUNDAM
Evolving GUNDAM (株式会社 Evolving G?, Kabushiki-gaisha Evolving G) gestisce strutture per il divertimento e locali di ristorazione, oltre a vendere giocattoli, modellini in plastica e vari beni di uso quotidiano a tema Gundam.

### echoes
echoes (エコーズ株式会社?, Ekōzu kabushiki-gaisha) prende il nome da uno stand delle Le bizzarre avventure di JoJo; è un'azienda giapponese che si occupa produrre contenuti digitali come manga a scorrimento verticale e sviluppare servizi di marketing per l'industria dell'intrattenimento.

### Emotion
Emotion (エモーション?, Emōshon) è un marchio di Bandai Namco Filmworks, originalmente EMOTION., LTD, l'azienda è stata acquistata e incorporata da Bandai Visual nel 2011.

### Sunrise Beyond

Sunrise Beyond è uno studio di animazione giapponese nato dall'acquisione dello studio Xebec da parte di Sunrise. Ad aprile 2024, lo studio ha cessato di esistere, integrandosi completamente in Bandai Namco Filmworks.

## Loghi

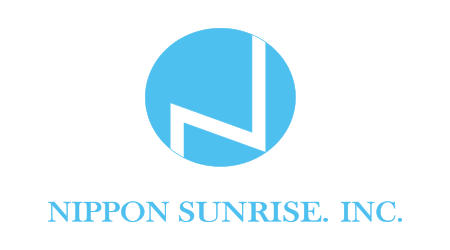
Logo dal novembre 1981 fino al maggio 1986
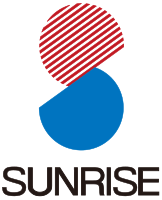
Logo da giugno 1987 fino al settembre 1995
Logo da ottobre 1996 fino al 2022
Logo attuale dal 2022